# Dynamic Kernel Module Support
Il Dynamic Kernel Module Support (DKMS) è uno strumento software che serve a generare moduli del kernel Linux i cui sorgenti non sono generalmente disponibili nell'albero dei sorgenti del kernel Linux.
La caratteristica principale di DKMS è che permette la ricompilazione automatica dei driver del kernel ad ogni nuova installazione o aggiornamento di un kernel Linux.
Un altro grande beneficio di DKMS è che permette l'installazione di un nuovo driver su un sistema esistente, in funzione con una qualsiasi versione del kernel, senza la necessità della ricompilazione manuale o dell'inserimento di pacchetti precompilati forniti dal vendor.
È stato scritto dal Linux Engineering Team alla Dell nel 2003. È incluso in molte distribuzioni, come Ubuntu, Debian, Fedora, SuSE e CentOS. DKMS è software libero distribuito nei termini della licenza GNU General Public License (GPL) v2 o successive. Supporta sia i pacchetti in formato RPM che deb.